# Bethlen Gábor Szakképző Iskola és Kollégium
Bethlen Gábor Szakképző Iskola és Kollégium egy középfokú oktatási intézmény Gyomaendrődön. Parkosított területen fekszik az iskola. A középfokú oktatási intézményben a mezőgazdasági jellegű szakképzések a dominánsak. A tanulók az egységes tangazdaságban teljesítik a mezőgazdasági gyakorlatokat. 

## Helyi képzések
A középfokú oktatási intézménynek szakiskolai és szakközépiskolai képzései is vannak.
A szakközépiskolai képzéseknél turisztika, vendéglátóipar, mezőgazdasági, erdészet és vadgazdálkodás, környezetvédelem-vízgazdálkodás, illetve kereskedelem ágazat létezik. A szakiskolában mezőgazdasági gépész, halász és haltenyésztő, mezőgazdasági gazdaasszony és falusi vendéglátó, gazda, lovász, asztalos, ács, vendéglátó eladó, szakács, pék, cukrász, húsipari termékgyártó, illetve finommechanikai műszerész képzések vannak.
Érettségire épülő szakképzések az intézményben:
- Vendéglátásszervező-vendéglős
- Idegenvezető
- Mezőgazdasági technikus
- Lovastúra-vezető
- Erdészeti és vadgazdálkodási technikus
- Szoftverfejlesztő